# Frankie Poullain
Francis Gilles Poullain-Patterson (nació el 15 de abril de 1967) conocido como Frankie Poullain, es el bajista del grupo de rock The Darkness. Nació en Edimburgo, Escocia. Estudió en la Real Escuela Superior desde 1984 a 1987.
Poullain es el único miembro de The Darkness no perteneciente a la zona de Lowestof. Antes de unirse a la banda trabajó como guía turístico en las montañas de Venezuela.
Poullain dejó la banda el 23 de mayo de 2005, citando como razón diferencias musicales con el grupo. Así, fue reemplazado por Richie Edwards, un extécnico de guitarra de la banda. Su partida causó un gran revuelo en la prensa, sobre todo en la revista NME, donde fue reconocido como el mejor miembro de la banda.	
En marzo de 2011 la banda anunció su regreso con la formación original. Tocaron en el Download Festival  Archivado el 15 de diciembre de 2011 en Wayback Machine.. 
El 20 de agosto de 2012 sacaron al mercado el álbum Hot Cakes, que supondría el regreso de la banda con Poullain después de 7 años. Después de este lanzamiento, el grupo The Darkness siendo Poullain bajista y a veces vocalista han publicado tres álbumes originales más, Last Of Our Kind, Pinewood Smile y Easter is Cancelled en 2019, todos con giras de conciertos europeas y americanas de éxito.
La autobiografía de Francis titulada "Dancing in the darkness" (Bailando en la oscuridad)  relata los altibajos de su vida con la banda, fue lanzado en noviembre de 2008.

## Equipo
Poullain en sus conciertos utiliza un Gibson Thunderbird IV, reconocible por su reverso personalizado. Al tocar en directo permite visualizar una distorsión con un efecto muy natural. También utiliza el bajo Fender Precision.